# Las Cruces, Las Margaritas
Las Cruces är en ort i Mexiko.   Den ligger i kommunen Las Margaritas och delstaten Chiapas, i den sydöstra delen av landet, 800 km öster om huvudstaden Mexico City. Las Cruces ligger 1 510 meter över havet och antalet invånare är 101.
Terrängen runt Las Cruces är platt åt sydväst, men åt nordost är den kuperad. Runt Las Cruces är det ganska tätbefolkat, med 54 invånare per kvadratkilometer. Närmaste större samhälle är Las Margaritas, 6,9 km väster om Las Cruces. I omgivningarna runt Las Cruces växer huvudsakligen savannskog.